# 拉腊·杜塔
拉臘·杜塔（Lara Dutta，1978年4月16日—）是印度寶萊塢的演員，印度北方邦人，她曾經得過本世紀的第一個環球小姐。 

## 早年生活
拉腊的父親是印度空軍將軍，現已退休。母親是英國人，叫做珍妮弗·杜塔，家中三姊妹，兩個長大后參加了空軍。 印度著名作曲家妮廷·萨瓦赫尼（Nitin Sawhney）是她的表亲。1981年全家遷居班加羅爾市，拉腊在此高中畢業（St.Francis Xavier Girl's High School），隨後進入孟買大學班加羅爾分校獲得經濟學位。2000年拉腊參加本世紀首次環球小姐競賽（比賽舉行於塞浦路斯尼科西亞）並獲得冠軍，隨即被加冕：《聯合國人口基金親善大使（UNFPA Goodwill Ambassador）》。 同年印度的佩麗冉卡·曹帕拉（Priyanka Chopra）獲得世界小姐，迪雅·梅莎（Dia Mirza）又獲得亞太小姐桂冠，可謂「三喜臨門」。

### 個人生活
拉腊在2011年2月和印度網球運動員马赫什·布帕蒂結婚，她2012年1月誕下一女，取名Saira。

## 得獎
- 2004年：獲得《Star Screen Award Most Promising Newcomer - Female》，電影為：Andaaz
- 2004年：與佩麗冉卡·曹帕拉共同獲得《印度電影觀眾獎──最佳新人獎》，電影為：Andaaz

## 外部連結
- 拉腊在IMDB資料庫 （页面存档备份，存于） （德文）
- 拉腊·杜塔的Instagram帳戶
- 拉臘的一段歌舞片 （英文）